# Ptenothrix atra
Ptenothrix atra is een springstaartensoort uit de familie Dicyrtomidae. De wetenschappelijke naam is gepubliceerd in 1758 door Linnaeus in de tiende editie van Systema naturae.